# Xanthosoma granvillei
Xanthosoma granvillei là một loài thực vật có hoa trong họ Ráy (Araceae). Loài này được Croat & Thomps. miêu tả khoa học đầu tiên năm 1995.